# Harmångers kyrka

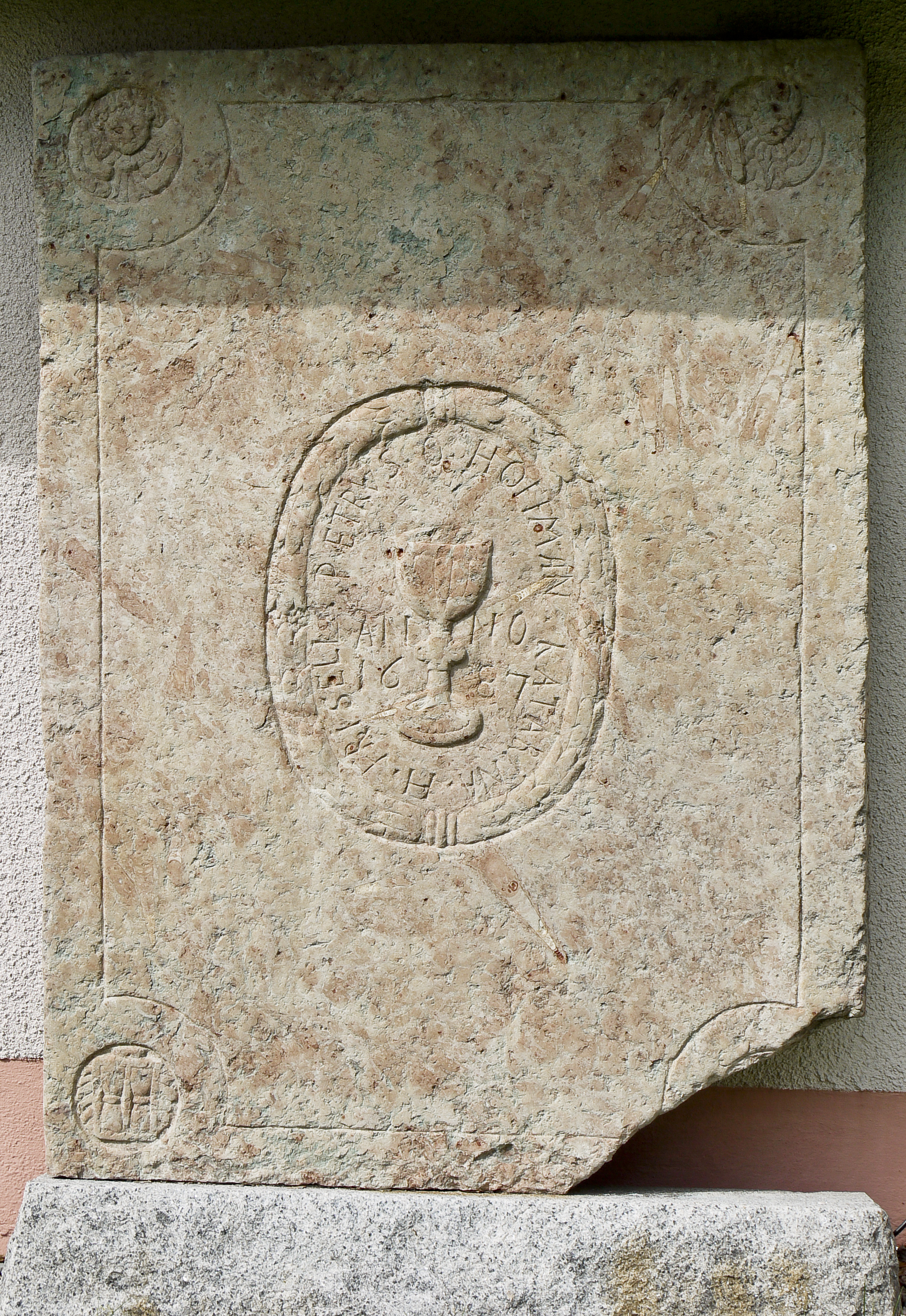
Stenplatta till kyrkograv 1687, nu uppställd utanför kyrkan.

Harmångers kyrka är en kyrkobyggnad i Harmånger nära Harmångerån. Den är en församlingskyrka i Nordanstigskustens församling i Uppsala stift. På somrarna brukar kyrkan vara vägkyrka.

## Kyrkobyggnaden
De ursprungliga delarna av kyrkan uppfördes under 1100-talet eller 1200-talet. Under senare delen av medeltiden, omkring år 1500, förlängdes kyrkan åt öster. Långhusets innertak fick tre vackra stjärnvalv som än idag finns bevarade. Nuvarande sakristia tillbyggdes 1776. En radikal ombyggnad genomfördes 1888 då salkyrkan omdanades till korskyrka i nygotisk stil. Korpartiet som tidigare varit rakt avslutat fick en tresidig östmur.

### Kastal
Intill kyrkan står en medeltida kastal som är påbyggd till klocktorn. Den större av kyrkans två kyrkklockor härstammar från 1665 och den mindre från 1807.

## Inventarier
- Predikstolen tillverkades 1650 och pryds av apostlabilder från ett medeltida kasserat altarskåp.
- Dopfunten står vid korets norra sida och tillverkades 1684.
- En brudbänk från 1700-talet finns på korets södra sida.
- På norra sidan står ett ankare som har hämtats från Stocka hamn.

### Orgel
- 1864 byggde snickaren Anders Forsell, Harmånger en orgel med 4 stämmor.
- 1888 byggde P L Åkerman & Lunds orgelfabrik, Stockholm en orgel med 10 stämmor, två manualer och pedal. 1937 ombyggdes och tillbyggdes orgeln av John Vesterlund, Lövstabruk och hade då 14 stämmor.
- Den nuvarande orgeln byggdes 1970 av Gustaf Hagström Orgelverkstad AB, Härnösand. Orgeln är mekanisk med slejflådor och har ett tonomfång på 56/30. Fasaden är från 1888 års orgel. 1988 omdisponerades och renoverades orgeln av Johannes Menzel Orgelbyggeri AB, Härnösand.

| Huvudverk I       | Svällverk II      | Pedal      | Koppel |
| Principal 8'      | Fugara 8´         | Subbas 16´ | I/P    |
| Rörflöjt 8'       | Gedackt 8'        | Borduna 8' | II/P   |
| Oktava 4'         | Rörflöjt 4'       | Gedackt 4' | II/I   |
| Waldflöjt 2'      | Principal 2'      | Fagott 16' |        |
| Mixtur III 1 1⁄3' | Ters 1 3⁄5'       |            |        |
| Trumpet 8'        | Kvint 1 1⁄3'      |            |        |
|                   | Krumhorn 8'       |            |        |
|                   | Tremulant         |            |        |
|                   | Crescendosvällare |            |        |

### Webbkällor
- Turistinformation Nordanstigs kommun.
- anläggningspresentation
- Wikimedia Commons har media som rör Harmångers kyrka.